# Nazareno Luna
Nazareno Luna (Santiago del Estero, 4 maggio 1910 – ...) è stato un calciatore argentino, di ruolo attaccante. Viene spesso confuso con il fratello Segundo; a Nazareno vengono attribuite le presenze in Nazionale e le vittorie nelle competizioni internazionali ottenute dal fratello.

## Biografia
Era uno dei fratelli Luna (oltre a lui, gli altri calciatori Segundo, Ramón e Juan).

## Caratteristiche tecniche
Giocava come ala destra.

## Carriera

### Club
Luna partecipò, insieme ai fratelli, alla Copa Presidente de la Nación, un torneo organizzato tra rappresentative delle province d'Argentina; la formazione della Liga Cultural de Fútbol, così era denominata la selezione di Santiago del Estero, ottenne la vittoria finale. Nel 1931 giocò nel Rosario Central, con cui scese in campo in 8 occasioni, segnando 5 reti. Passò poi al River Plate; nella prima stagione con la maglia del club giocò 7 partite e segnò 2 reti, vincendo il campionato. Nella stagione seguente trovò più spazio, e scese in campo per 12 volte. È spesso indicato come giocatore del Racing Club nella stagione 1934, ma è un errore dovuto alla presenza, nel Racing di quell'anno, di un altro giocatore con lo stesso cognome, Alberto Román Luna. Nel 1935 tornò al River Plate, e vi giocò una sola partita; chiuse poi la sua esperienza in massima serie argentina con la maglia del Vélez.

## Palmarès

### Club

#### Competizioni nazionali
- Copa Nicasio Vila: 1

Rosario Central: 1930
- Campionato argentino: 1

River Plate: 1932